# Abbaye de Macheret
L'abbaye de Macheret est une ancienne abbaye grandmontaine, totalement disparue aujourd'hui. Elle était située à Saint-Just, dans la Marne, en région Grand Est.

## Histoire
Le prieuré de Macheret appartient à l'ordre de Grandmont, fondé à la fin du XIe siècle par saint Étienne de Grandmont près de Limoges. Il a été fondé en 1168 dans le bois de Macheret sur le territoire de la paroisse de Saint-Just par une charte de Guillaume de Dampierre, baron de Saint-Just, et d'Hugues III de Plancy, et approuvée par le comte de Champagne Henri Ier le Libéral.
Il est toutefois probable que l'implantation des moines grandmontains sur ce site soit antérieure à cette charte.
Guy de Dampierre, seigneur de Saint-Just, fils de Guy II de Dampierre et petit-fils de Guillaume de Dampierre, l'un des fondateurs du prieuré, eut plusieurs désaccords avec les moines et les aurait attaqués dans les bois de Macheret, où il commit de nombreux dégâts. Ceux-ci en appelèrent au Pape qui délégua le jugement à Herbert, chapelain, Géraud le Poitevin et Herbert de Varzy, chanoines de Paris, pour mettre fin au procès. Guy n'en serait pas resté là, et quelques années plus tard, il se venge des contraintes imposées et de la menace d'excommunication réclamée par les moines. Il aurait attaqué le monastère avec une troupe de gens d'armes en plein jour, assommé le prieur et fait étrangler tous les moines afin de s'emparer et exploiter tous leurs biens.
Le général de l'ordre s'en ai plaint énergiquement au Pape Grégoire IX qui excommunia solennellement Guy. Celui-ci se retrouva dans l'abandon et dû implorer son absolution. Le souverain-pontife commit à cet effet l'archevêque de Sens avec les évêques de Langres et de Troyes qui imposèrent pénitence publique à Guy et à aller chercher lui-même des religieux du même ordre et à les réinstaller à Macheret en leur restituant tous les biens et en en ajoutant plusieurs autres.
Le 17 novembre 1317, une bulle du pape Jean XXII institue en prieurés conventuels trente-neuf maisons de l'ordre de Grandmont, dont le prieuré de Macheret et y annexe :
- la maison de Mathons, près de Joinville, fondée au XIIe siècle par les seigneurs de Joinville.
- la maison de Chateauvillain, fondée près du château, vers la même époque, par Hugues de Broyes, seigneur de Chateauvillain.
- la maison d'Isle, près de Troyes, fondée dans le bois d'Ervy, par le comte Henri de Champagne.

En 1462, les troupes anglaises incendient Macheret qui fut aussitôt rebâti.
En 1621, le prieuré de Macheret est érigé en abbaye.
En 1718, l'abbaye comporte un prieur, Gabriel Salle, et sept religieux.
En 1762, un arrêt déclare l'abbaye de Macheret unie au séminaire de Troyes.
En 1789, l'abbaye est détruite.